# Never Shout Never
Never Shout Never is een Amerikaanse indierockband rond singer-songwriter Christopher Drew. De band startte als zijn soloproject. In 2018 en na zeven albums besloot Drew de band op te heffen en weer verder te gaan als soloartiest. In 2020 werd een nieuw album aangekondigd dat als werk van de band uitgebracht zou worden.

## Geschiedenis
Christofer Drew begon in 2007 muziek te maken onder het pseudoniem nevershoutnever!. In 2008 bracht hij zijn debuut-ep The yippee ep uit. Hetzelfde jaar veranderde hij de spelling van zijn synoniem in NeverShoutNever!. Enkele maanden later dook Drew de studio in, om met producer Butch Walker het minialbum What is love? op te nemen. Drew bracht twee ep's uit waarna het album in januari 2010 verscheen. In augustus 2010 volgde Harmony.
In mei 2011 werd de thuisstad van de band getroffen door een tornado. Drew richtte een fonds op en publiceerde een video op YouTube om geld op te halen voor de wederopbouw. De video werd opgeluisterd door het nummer Time travel. In september 2011 verscheen het gelijknamige album, het eerste album dat met een volwaardige vaste bezetting werd opgenomen. In 2012 en 2013 volgden respectievelijk Indigo en Sunflower.
De bezetting van de band wijzigde rond de opnames en het verschijnen van Recycled youth volume 1 (2015). Gitarist Ian Crawford (o.a. Panic! at the Disco) voegde zich bij de band terwijl bassist Taylor MacFee vertrok. Nog hetzelfde jaar waarin het album verscheen, werd het zevende album Black cat uitgebracht. Dit bleek het laatste album te zijn dat door Never Shout Never werd uitgebracht; in 2018 kondigde Drew aan dat hij als soloartiest verder zou gaan. Echter, op 12 juni 2020 werd er weer een nieuw album uitgebracht onder de naam Never Shout Never. Unborn spark verscheen op het label Kymica.

## Discografie

### Studioalbums
- Harmony, 2010
- What is love?, 2010
- Time travel, 2011
- Indigo, 2012
- Sunflower, 2013
- Recycled youth volume 1, 2015
- Black cat, 2015
- Unborn spark, 2020

### Ep's
- The yippee ep, 2008
- Never shout never., 2009
- The summer ep, 2009
- Ep 01, 2010
- Verite, 2010
- Violett soul, 2018